# 穆埃達高原
穆埃達高原（英語：Mueda Plateau），也被稱爲馬孔德高原（英語：Maconde Plateau）是位於莫桑比克東北部德尔加杜角省的高原。

## 地理
穆埃達高原北面爲与坦桑尼亚交界的鲁伏马河，南面爲梅薩洛河。因高原上的主要城镇穆埃達而得名。
高原的最高點超過海拔1000米。西部边缘形成陡峭的悬崖，下降到起伏的平原。高原面积为1715平方公里。馬科米亞高原在南面與穆埃達高原隔梅萨洛河相望。马孔德高原在北面隔着坦桑尼亚的鲁伏马河相望。
高原由变质岩和火山岩组成。土壤類型爲粘綈土。

## 氣候
穆埃達海拔847米，年平均降雨量为1,093毫米，年平均温度为21.9℃。大部分的降雨量发生在10月至次年4月的雨季。

## 生态
穆埃達高原位于南桑给巴尔-伊尼揚巴內沿海森林镶嵌體生态区。自然植被爲植物群落的鑲嵌體，包括Miombo林、干燥落叶和半落叶森林、干燥落叶灌木丛和草地。Miombo林以短蓋豆屬和镶羽檀属爲特徵，它们組成了开阔的林地和草原。干燥的落叶林和半落叶林通常有一个封闭的树冠，树木通常是旱季落叶和/或硬叶植物。典型的干燥森林物种包括Manilkara sansibarensis、Pteleopsis myrtifolia、Warneckea sansibarica和Baphia macrocalyx。受到木材采伐、牲畜放牧和轮垦等人类干扰的干燥森林通常更像灌木丛。
据估计，在150至100年前，高原上有2,332平方公里的地方有浓密的林地或森林植被。根据2002年的卫星数据对森林覆盖的调查发现，高原上只有89平方公里的地方仍有茂密的植被，一个多世纪以来减少了96.2%。

## 居民
马孔德人居住於穆埃達高原以及邻近的低地上。位於北方坦桑尼亞與穆埃達高原隔河相望的马孔德高原亦是马孔德人的居住地。“马孔德”這一名字來源於高原上典型的林地灌木丛。
高原土壤轻质、沙质，但較爲肥沃。高原上的马孔德人传统上实行一种三茬轮作的刀耕火種农业。树木被砍成树桩，为藤蔓作物（豆子、南瓜和黄瓜）提供支撑，然后是玉米作物，最后是小米。在生长季节结束後，树桩重新生长，實行为期6至9年的休耕。